# Свято-Миколаївська церква (Городець)
Церква Святого Миколи — чинна дерев'яна церква, пам'ятка архітектури місцевого значення, у селі Городець Володимирецького району Рівненщини. Парафія належить до Української Православної Церкви Московського Патріархату.

## Історія
Згідно історичних даних, в цьому селі у XVII ст. збудували великих розмірів дерев'яну церкву, яка на початку ХІХ ст. перебувала в незадовільному стані, ремонту не підлягала. Саме тому, протягом 1834-1839 років громада поруч збудувала нову церкву з дерева, до якої перенесли речі церковного вжитку зі старої святині, розібраної у 1839 році.

## Архітектура
Церква дерев'яна, належить до малочисельної групи храмів, об'ємно-просторова композиція яких характеризується розміщенням на головному фасаді двох симетричних веж-дзвіниць, що засвідчують певні композиційні аналогії з прийомами традиційного католицького церквобудування. 
Загальне розпланувальне рішення характеризується хрещатою схемою з активним домінуванням центральної бані на восьмигранному світловому барабані з чотирма вікнами по поздовжній та поперечній осях. 
Вівтарна частина виконана на плані шестигранника. Пн. та пд. стіни головної нави завершуються потужними трикутними фронтонами, що засвідчує стилістичні впливи пізнього класицизму. Зовнішні поверхні стін обшиті горизонтальною шалівкою. Загальна колористична гама на 2016 р. — голубий колір основних стінових поверхонь, темно-сині та білі архітектурні деталі, жовтий колір бань, маківок та хрестів.

## Галерея

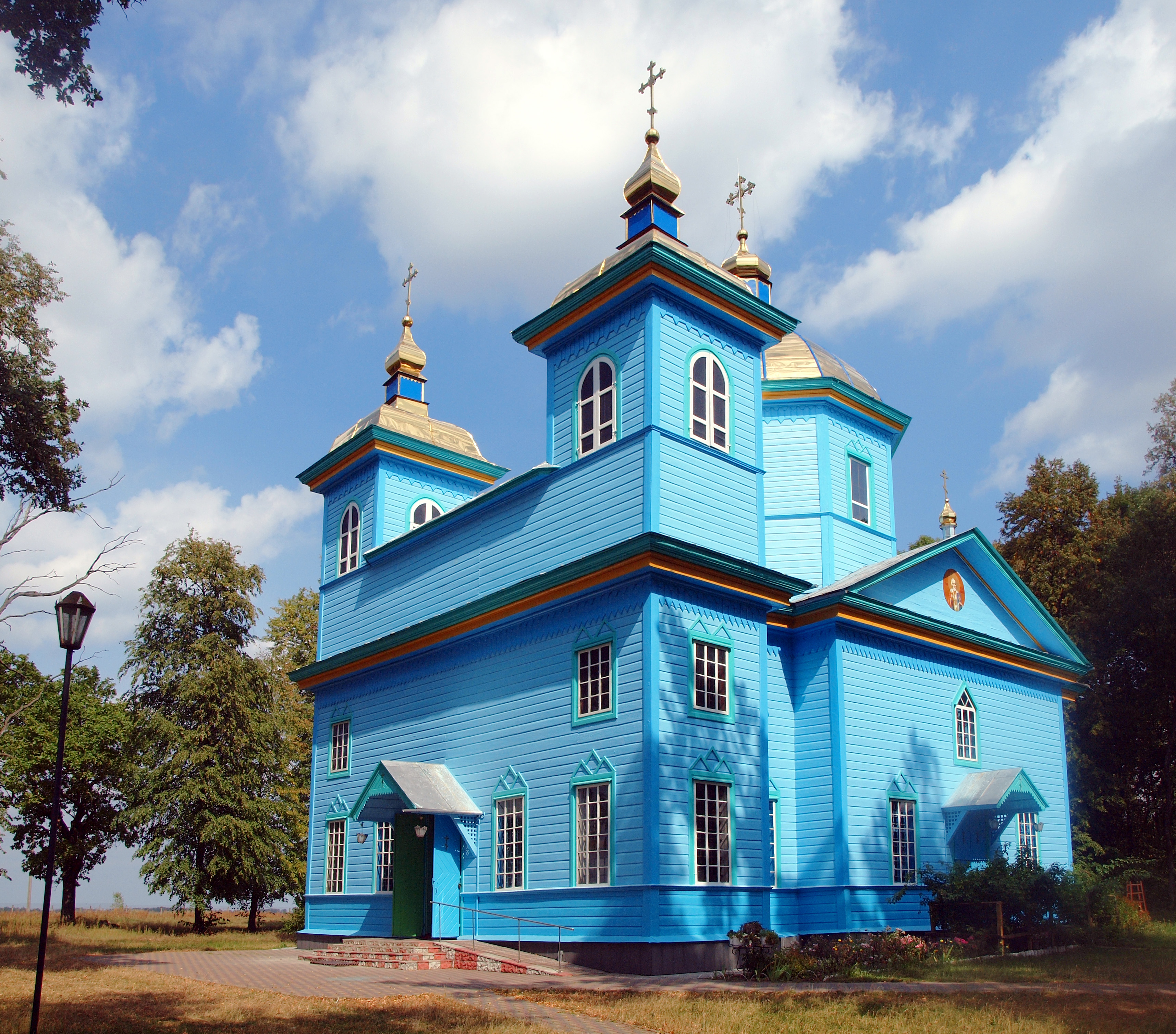
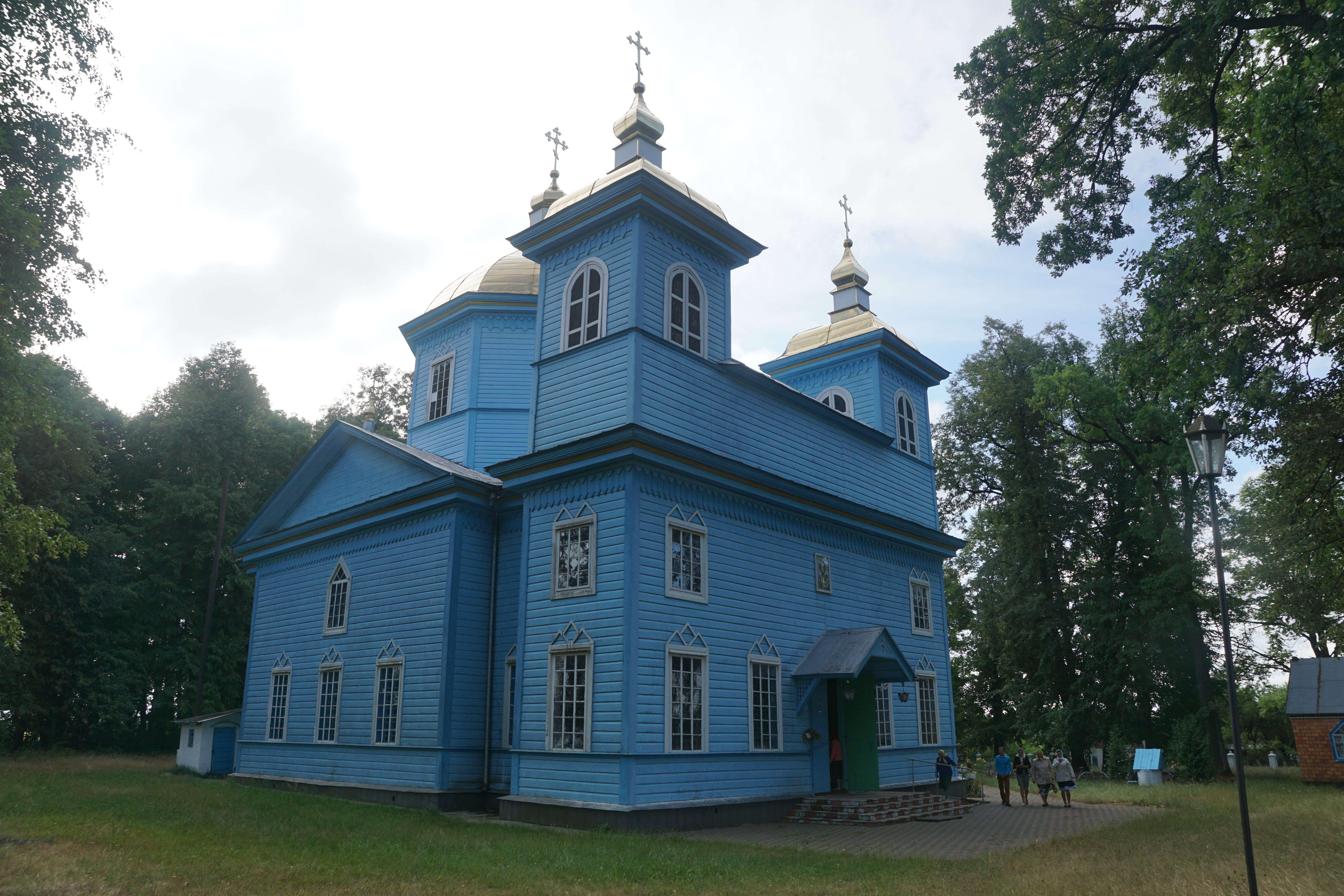
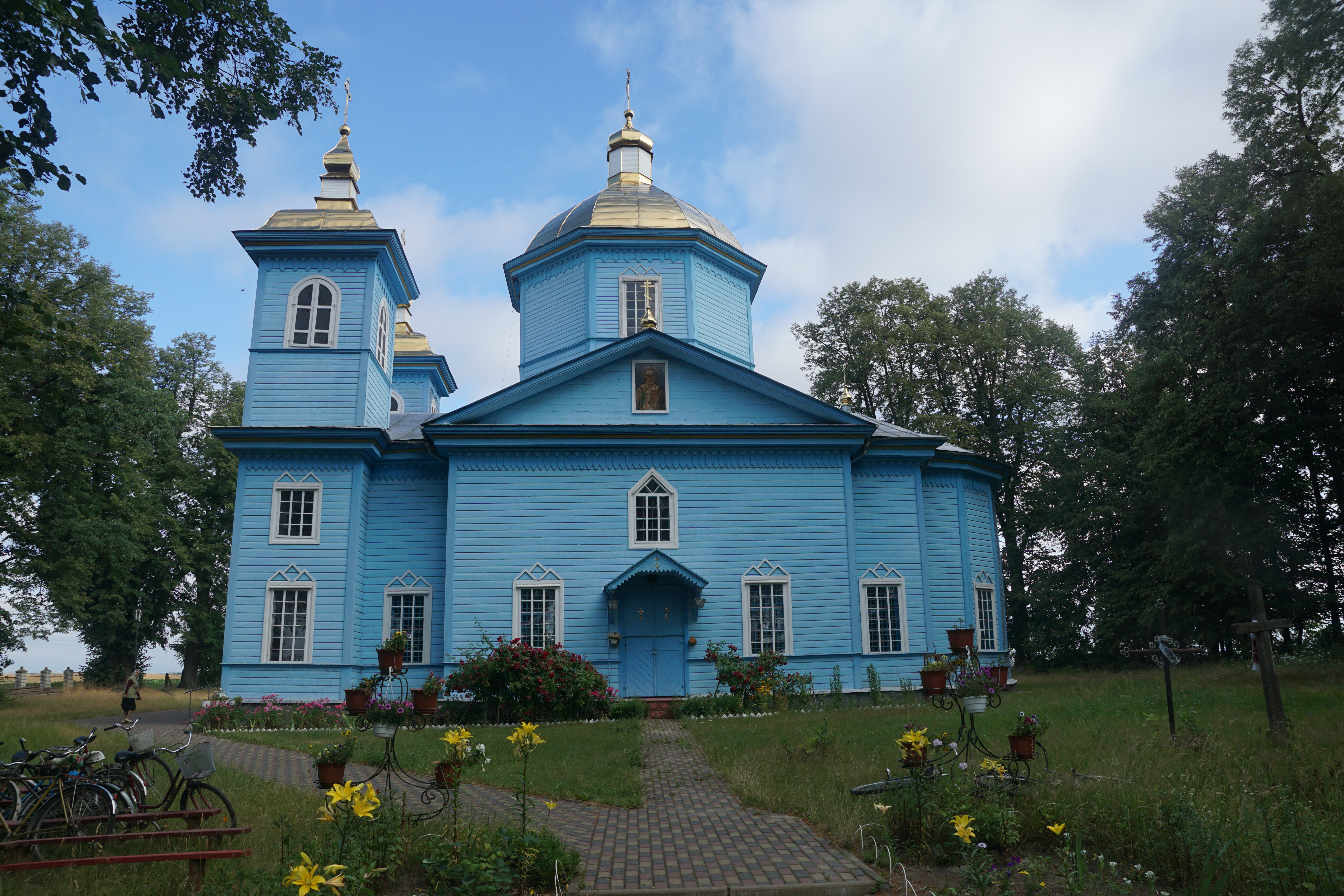
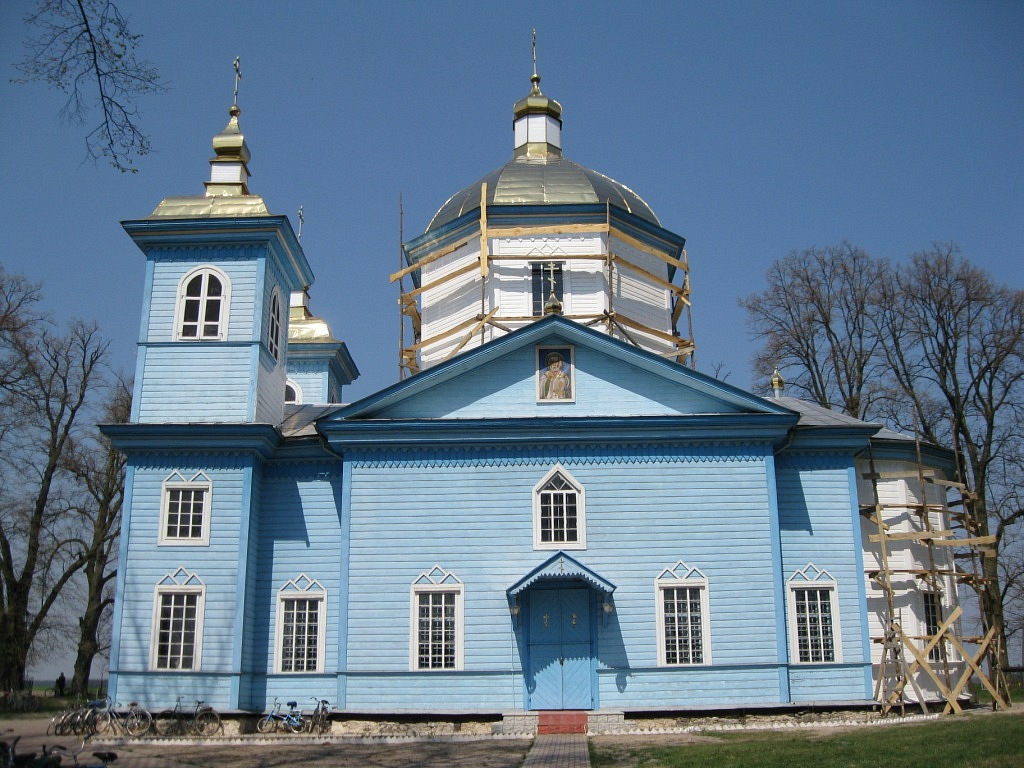